# Omne regnum in se ipsum divisum desolabitur
Omne regnum in se ipsum divisum desolabitur es una locución latina que significa "Todo reino dividido contra sí mismo será devastado".

## Jesús de Nazaret
De acuerdo con los evangelios cuando Jesús de Nazaret expulsó a un demonio de un hombre ciego y mudo, sus seguidores quedaron atónitos y creyeron que Jesús era el hijo de David. Pero los fariseos lo acusaron de haber realizado el exorcismo o sanación en nombre de Belcebú. La respuesta de Jesús fue:

"Todo reino dividido contra sí mismo, es asolado y toda ciudad o casa dividida contra sí misma, no permanecerá".
Mateo 12,25 ; Lucas 11,17

Con esta metáfora, Jesús respondió a los fariseos queriendo decir que la acusación era falsa, pues si Satanás se encontraba dividido contra sí mismo ¿Cómo permanecería su reino?, por tanto, no era coherente que en nombre de Belcebú se expulsara a un demonio. De esta forma, Jesús demostró no estar en convivencia con Satanás.

## Hernán Cortés
El conquistador español Hernán Cortés refirió esta frase en su segunda carta de relación dirigida a Carlos I de España. El caudillo español se percató de la discordia y disconformidad que existía entre los pueblos originarios de Mesoamérica, y aprovechó esta situación para lograr la Conquista de Tenochtitlan.

"..y aún acordéme de una autoridad evangélica que dice: Omne regnum in se ipsum divisum desolabitur, y con los unos y con los otros maneaba y a cada uno en secreto le agradecía el aviso que me daba, y le daba crédito de más amistad que al otro."
Hernán Cortés, Segunda carta de relación

Con una estrategia bien definida, Cortés realizó una alianza con los tlaxcaltecas así como con otros pueblos para vencer a los mexicas.  Durante la Conquista de Guatemala, Pedro de Alvarado se alió con los cakchiqueles para derrotar a los zutuhiles y durante la Conquista de Yucatán, Francisco de Montejo instruyó a su hijo para realizar una alianza con los mayas tutul xiúes con la finalidad de vencer a los mayas cocomes.